# Fiodor Ładygin
Fiodor Iwanowicz Ładygin (ros. Федор Иванович Ладыгин; ur. 10 marca 1937 w obwodzie biełgorodzkim) – rosyjski generał pułkownik, szef Głównego Zarządu Wywiadowczego (rosyjskiego wywiadu wojskowego).

## Życiorys
Źródło:

W 1954 ukończył Charkowską Szkołę Sił Powietrznych, a w 1959 Wojskową Inżynieryjną Akademię Sił Powietrznych. W latach 1964–1973 pełnił służbę w Naukowo-Badawczym Instytucie Wojsk Rakietowych Przeznaczenia Strategicznego, Centralnym Instytucie Badawczo-Rozwojowym (CNII) Ministerstwa Obrony ZSRR. W 1973 rozpoczął służbę w Głównym Zarządzie Wywiadowczym.
Pracował jako analityk wywiadu wojskowego, następnie zastępca szefa Głównego Zarządu Wywiadowczego; od 1990 był szefem Zarządu Prawno-Traktatowego Sztabu Generalnego.
W sierpniu 1992 został powołany na szefa Głównego Zarządu Wywiadowczego.
W maju 1997 roku przeszedł na emeryturę.
Był nagrodzony 4 orderami i 11 medalami.
Pochowany na Cmentarzu Trojekurowskim w Moskwie.